# Rampur Khap
Rampur Khap – gaun wikas samiti w środkowej części Nepalu  w strefie Narajani w dystrykcie Rautahat. Według nepalskiego spisu powszechnego z 2001 roku liczył on 619 gospodarstw domowych i 4105 mieszkańców (1984 kobiet i 2121 mężczyzn).